# Pascal Devoyon
Pascal Devoyon est un pianiste français, né à Paris le 6 avril 1953.

## Biographie
Il commence ses études avec Blanche Bascourret de Gueraldi puis avec Lélia Gousseau au Conservatoire de Paris où il obtient le premier prix en 1971. Puis il se rend célèbre par ses succès aux concours internationaux : le Concours Busoni (en 1974, deuxième place), le concours de Leeds (en 1975, troisième place), finalement le Concours Tchaïkovski à Moscou (en 1978, Second Prix). Favori lors de la finale de ce concours, le jury ne lui décerne que la deuxième place derrière Mikhaïl Pletnev. L'année suivante il commence une carrière internationale et donne plusieurs concerts en Europe, aux États-Unis et en URSS. Parmi ses enregistrements on peut noter Gaspard de la nuit de Maurice Ravel et la Sonate en si mineur de Franz Liszt.
Devoyon se produit souvent comme pianiste de chambre, et collabore avec le violoncelliste Steven Isserlis, ainsi que le violoniste Dong-Suk Kang. À partir de 1991 il enseigne au Conservatoire de Paris, puis depuis 1995 à l'université des arts de Berlin ainsi qu'au Conservatoire de Genève. 
Parmi ses élèves on retient notamment Mélodie Zhao et Louis Schwizgebel-Wang.
Il continue parallèlement sa carrière de concertiste.